# Bryconamericus huilae
Bryconamericus huilae är en fiskart som beskrevs av Román-valencia 2003. Bryconamericus huilae ingår i släktet Bryconamericus och familjen Characidae. IUCN kategoriserar arten globalt som livskraftig. Inga underarter finns listade.